# Brit Awards 2004
Les Brit Awards 2004 ont lieu le 17 février 2004 à l'Earls Court Exhibition Centre à Londres. Il s'agit de la 24e cérémonie des Brit Awards, présentée par Cat Deeley. Elle est enregistrée et diffusée à la télévision sur la chaîne ITV.
Une nouvelle récompense est attribuée : meilleur groupe de rock britannique.

## Interprétations sur scène
Plusieurs chansons sont interprétées lors de la cérémonie :
- Beyoncé: Crazy in Love
- The Black Eyed Peas : Shut Up
- Busted : Teenage Kicks
- Jamie Cullum et Katie Melua : The Lovecats
- The Darkness : I Believe in a Thing Called Love
- Duran Duran : Hungry Like the Wolf
- 50 Cent : In da Club
- Alicia Keys, Gwen Stefani et Missy Elliott : Kiss
- Muse : Hysteria
- OutKast : Hey Ya!

## Palmarès
Les lauréats apparaissent en caractères gras.

### Meilleur album britannique
- Permission to Land de The Darkness
  - Gotta Get Thru This de Daniel Bedingfield
  - Think Tank de Blur
  - Magic and Medicine de The Coral
  - Life for Rent de Dido

### Meilleur single britannique
- White Flag de Dido
  - Spirit in the Sky de Gareth Gates
  - Superstar de Jamelia
  - Scandalous de Mis-Teeq
  - Sweet Dreams My LA Ex de Rachel Stevens

Note : Le vainqueur est désigné par un vote des auditeurs de plusieurs radios indépendantes britanniques.

### Meilleur artiste solo masculin britannique
- Daniel Bedingfield
  - Badly Drawn Boy
  - David Bowie
  - Dizzee Rascal
  - Will Young

### Meilleure artiste solo féminine britannique
- Dido
  - Sophie Ellis-Bextor
  - Jamelia
  - Annie Lennox
  - Amy Winehouse

### Meilleur groupe britannique
- The Darkness
  - Busted
  - The Coral
  - Radiohead
  - Sugababes

### Révélation britannique
- Busted
  - Jamie Cullum
  - The Darkness
  - Dizzee Rascal
  - Lemar

Note : Le vainqueur est désigné par un vote des auditeurs de BBC Radio 1.

### Meilleur artiste britannique de musique urbaine
- Lemar
  - Big Brovaz (en)
  - Dizzee Rascal
  - Mis-Teeq
  - Amy Winehouse

Note : le vainqueur est désigné par un vote des téléspectateurs de MTV Base.

### Meilleur groupe de rock britannique
- The Darkness
  - Feeder
  - Muse
  - Primal Scream
  - Stereophonics

Note : le vainqueur est désigné par un vote des téléspectateurs de Kerrang! TV (en).

### Meilleur artiste dance britannique
- Basement Jaxx
  - Goldfrapp
  - Groove Armada
  - Kosheen
  - Lemon Jelly

### Meilleur artiste pop
- Busted
  - Christina Aguilera
  - Daniel Bedingfield
  - The Black Eyed Peas
  - Justin Timberlake

Note : Le vainqueur est désigné par un vote des lecteurs du journal The Sun et les téléspectateurs de l'émission CD:UK.

### Meilleur album international
- Justified de Justin Timberlake
  - Stripped de Christina Aguilera
  - Dangerously in Love de Beyoncé
  - Speakerboxxx/The Love Below de OutKast
  - Elephant de The White Stripes

### Meilleur artiste solo masculin international
- Justin Timberlake
  - 50 Cent
  - Beck
  - Sean Paul
  - Damien Rice

### Meilleure artiste solo féminine internationale
- Beyoncé
  - Christina Aguilera
  - Missy Elliott
  - Alicia Keys
  - Kylie Minogue

### Meilleur groupe international
- The White Stripes
  - The Black Eyed Peas
  - Kings of Leon
  - OutKast
  - The Strokes

### Révélation internationale
- 50 Cent
  - Evanescence
  - Kings of Leon
  - Sean Paul
  - The Thrills

### Contribution exceptionnelle à la musique
- Duran Duran

## Artistes à nominations multiples
- 4 nominations :
  - The Darkness

- 3 nominations :
  - Christina Aguilera
  - Daniel Bedingfield
  - Busted
  - Dido
  - Dizzee Rascal
  - Justin Timberlake

- 2 nominations :
  - 50 Cent
  - Beyoncé
  - The Black Eyed Peas
  - The Coral
  - Jamelia
  - Kings of Leon
  - Lemar
  - Mis-Teeq
  - Outkast
  - Sean Paul
  - The White Stripes
  - Amy Winehouse

## Artistes à récompenses multiples
- 3 récompenses :
  - The Darkness

- 2 récompenses :
  - Busted
  - Dido
  - Justin Timberlake